# USS Plymouth (PG-57)
«Плімут» (англ. USS Plymouth (PG-57) — військовий корабель, канонерський човен військово-морського флоту США за часів Другої світової війни.
Канонерський човен «Плімут» був закладений у 1931 році на верфі німецької компанії Friedrich Krupp Germaniawerft у Кілі, як Alva. Спочатку корабель будувався на замовлення Вільяма Кіссама Вандербільта II як яхта і була названа «Альва» на честь його матері Альви Вандербільт Белмонт. 4 листопада 1941 року яхта була передана ВМС США її власником, і 29 грудня 1941 року корабель, що отримав назву на честь міста Плімут, увійшов до складу ВМС США.

## Історія служби
31 грудня корабель вирушив на переобладнання на військово-морську верф у Вашингтоні. 20 квітня корабель завершив переобладнання на патрульний канонерський човен і був включений до складу призначена до ескадри берегового патрулювання 5-го військово-морського округу, з базуванням у Норфолку, штат Вірджинія. З травня «Плімут» розпочав постійні рейди, супроводжуючи транспорти між Нью-Йорком, Норфолком, Кі-Вестом і Гуантанамо на Кубі. 2 березня 1943 року «Плімут» зіткнувся з мисливцем за підводними човнами USS SC-1024 біля мису Гаттерас, що призвело до затоплення мисливця.
4 серпня 1943 року канонерський човен «Плімут» вирушив з Нью-Джерсі як частина ескорту для конвою, що прямував до Кі-Веста. О 21:37 наступного вечора він був уражений торпедою німецького ПЧ U-566. Рятувальним операціям заважали сильні хвилі та акули. Лише 85 членів екіпажу вижили, яких доставили в Норфолк 6 серпня.